# Zoológico de Blackpool
O Jardim Zoológico de Blackpool é um jardim zoológico de 32 acres (13 ha), propriedade da Parques Reunidoslocalizado na cidade de Blackpool, na Inglaterra, que abriga cerca de 1.500 animais provenientes de várias regiões do mundo.
O zoológico tem como objetivo promover a interação da população local na preservação de espécies ameaçadas. O zoológico foi comprado em 2003 por uma empresa privada e cerca de 10 mil libras foram investidas na conservação das espécies do zoológico.